# Beierolpium vanharteni
Beierolpium vanharteni es una especie de Arachnida del género Beierolpium, de la familia Olpiidae, del orden Pseudoscorpiones.

## Distribución
Beierolpium vanharteni se distribuye por Europa y el norte de Asia (excepto China).

## Taxonomía
Fue descrita científicamente por Volker Mahnert en 2007. 